# Placca di Bird's Head

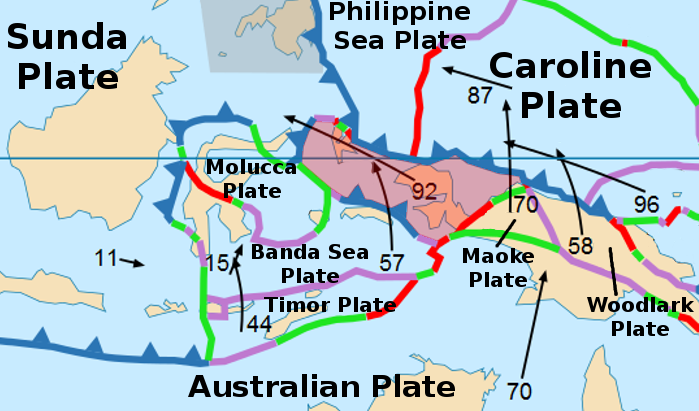
Collocazione della placca di Bird's Head

La placca di Bird's Head (testa di uccello) è una piccola placca tettonica che incorpora la penisola di Bird's Head all'estremità occidentale dell'isola di Nuova Guinea nell'Oceano Pacifico. Alcuni autori ritengono che si muova all'unisono con la placca pacifica, mentre altri ritengono che non sia collegata a quest'ultima placca.
A sud-est la placca si sta separando dalla placca australiana e dalla piccola placca Maoke lungo un margine divergente. Un margine convergente è presente invece a nord tra la Bird's Head, la placca delle Caroline e la placca delle Filippine, e a nord-ovest con la placca di Halmahera.
Una faglia trasforme è presente a sud-est tra la placca di Bird's Head e la zona di collisione del Mare delle Molucche. A sud infine si trova un ulteriore margine convergente con la placca del Mar di Banda.

## Caratteristiche
La placca di Bird's Head ha una superficie di 0,01295 steradianti e si sta spostando con una velocità di rotazione di 0,3029° per milione di anni, secondo un polo euleriano situato a 12°56' di latitudine nord e 87°96' di longitudine est, corrispondenti a 92 mm/anno rispetto alla placca africana.